# Таманский 1-й казачий полк
1-й Таманский генерала Безкровного полк, Кубанского казачьего войска
- Старшинство — 14 января 1788 г.
- Полковой праздник — общий с войском.

## Формирование полка
14 января 1788 года из оставшимися верными запорожцев учреждено Войско верных казаков Черноморских и им было разрешено поселиться на Тамани. 13 ноября 1802 года в этом войске определено иметь по десять конных и пеших полков. 1 июля 1842 года пешие полки были преобразованы в батальоны, причём от Таманского округа назначены пешие батальоны № 1-й, 4-й и 7-й и конные полки № 1-й, 4-й, 7-й и 10-й. 17 февраля 1862 г. сформирован Адагумский конный полк Кубанского войска.
1 августа 1870 года из 1-го полка, Адагумского конного полка и 4-го батальона сформирован один трёхкомплектный 1-й полк, названный Таманским. 24 июня 1882 года полк переформирован на три отдельные полка, причём один был оставлен первоочередным, а два других распущены на льготу, с сохранением первоочередному полку имени Таманский полк Кубанского казачьего войска.
26 августа 1904 года для сохранения имени генерала Безкровного в войсках полк был назван 1-й Таманский генерала Бескровного полк Кубанского казачьего войска.
Старшинство полка считается с 14 января 1788 года, полковой праздник — 30 августа.

## Кампании полка
Полк принимал участие в Кавказской войне, Туркестанских походах, русско-турецкой войне 1877—1878 годов, Ахал-текинской экспедиции и Первой мировой войне.

## Знаки отличия полка
- Полковой Георгиевский штандарт с надписью «За отличие в войне с Персией и Турцией в 1827, 1828 и 1829 годах и за штурм крепости Геок-Тепе 12 января 1881 года», пожалованный 4 июня 1882 г.
- Знаки отличия на головные уборы «За отличие при покорении Западного Кавказа в 1864 году», пожалованные 20 июля 1865 года.

## Командиры полка
- 09.01.1871 — 24.03.1879 — полковник Есаулов, Андрей Андреевич
- 18.03.1880 — 13.12.1881 — полковник Арцышевский, Адольф Феликсович
- 27.01.1882 — 10.03.1883 — подполковник Васильчиков, Василий Николаевич
- 28.02.1886 — 16.04.1891 полковник С.П.Завгородний
- 18.05.1891 - 02.08.1892 полковник Н.Я.Кухаренко
- 21.09.1892 - 01.11.1893 полковник Н.В.Тихонов
- 01.11.1893 - 27.01.1899 полковник А.Н.Флейшер
- 27.03.1899 - 23.10.1903 полковник Гайтов, Исай Петрович[источник не указан 2849 дней]
- 06.11.1903 — 01.05.1906 — полковник Рубан, Павел Степанович
- 01.05.1906 — 30.08.1910 — полковник Султан-Гирей, Аслан Селетович
- 01.09.1910 — 31.03.1911 — полковник Рафалович, Александр Фердинандович
- 30.05.1911 — 27.08.1913 — полковник Филимонов, Фёдор Петрович
- 13.09.1913 — 05.05.1916 — полковник Перепеловский, Александр Васильевич
- 10.05.1916 — 27.09.1916 — полковник Кравченко, Антон Абрамович
- 07.12.1916 — полковник Беломестнов, Пётр Константинович